# Kraftwerk Reckingen
Das Kraftwerk Reckingen ist ein Laufwasserkraftwerk am Hochrhein zwischen den Gemarkungen der Schweizer Ortschaft Rekingen und des deutschen Ortsteils Reckingen der Gemeinde Küssaberg. Im Fluss befindet sich mittig die Grenze zwischen Deutschland und der Schweiz. Das Kraftwerk wurde von 1938 bis 1941 erbaut.
Vor Ablauf der ersten Konzession im Oktober 2020 beantragte das Kraftwerk eine Verlängerung, die wegen Einsprüchen vorläufig bis Oktober 2023 genehmigt wurde.

## Geschichte
„Im Sommer 1874 wies der Gemeindeammann von Rümikon, Jakob Fischer, im Namen des Gemeinderates auf den günstigen örtlichen Flußverlauf zur ‚Gewinnung erheblicher Wasserkraft‘ hin.“

Obligation über 1000 sFr der Kraftwerk Reckingen AG vom 14. Oktober 1930

### Projektierung und Planung
Ein Antrag auf Erteilung einer staatlichen Konzession wurde 1916 von Schweizer Seite noch an das Gross. Bad. Bezirksamt in Waldshut erstellt und die Erlaubnisse seitens der Schweiz und der Republik Baden wurden 1926 erteilt. Die Kraftwerk Reckingen AG wurde am 15. Dezember 1928 als deutsche Aktiengesellschaft gegründet. Die Aktionäre waren die Lonza AG, Basel und die Lonza-Werke GmbH., Waldshut.
Diese erste Konzession endete am 10. Oktober 2020.

### Bau während des Zweiten Weltkriegs
Das Kraftwerk wurde von der Motor-Columbus AG in Baden geplant. Die Firma stellte auch die Bauleitung, als örtlicher Bauleiter war der Ingenieur Dr. F. Gugler tätig. Beteiligt am Bau waren drei Schweizer und zwei deutsche Firmen. Die rechtsrheinisch (auf badischer Seite) geplante Schiffsschleuse wurde nicht ausgeführt.
Wie es zu dieser Kooperation während einer Zeit kam, in der sich Nazideutschland und die Schweiz am Hochrhein militärisch gerüstet gegenüberstanden, ist nicht dokumentiert. Gesichert ist, dass im Sommer 1940 das deutsche Oberkommando des Heeres mit dem Operationsentwurf gegen die Schweiz mehrere Pläne zum Angriff auf die Schweiz ausarbeitete. In  der Mündlichen Überlieferung vor Ort kommt dem Reichsjägermeister Hermann Göring, der in Küssaberg ein ausgedehntes Jagdrevier besaß, bei der Realisierung eine Schlüsselrolle zu.
Im Archiv des Kraftwerks befindet sich ein 16-mm-Dokumentarfilm über die Bauphase, in dessen Vorspann die beteiligten Firmen genannt sind (Originalschreibweise):
„Projektierung und Bauleitung: Motor-Columbus A.-G. Für elektrische Unternehmungen Baden (Aargau)
- Stauwehr: Locher & Cie., Zürich / Rothpletz & Lienhard, Aarau / A.-G. Conrad Zschokke, Döttingen
- Maschinenhaus: Grün & Bilfinger A.-G., Mannheim / Philipp Holzmann, A.-G., Frankfurt a/M“.

### Kriegsende 1945
Zum Kriegsende im April 1945 kam es zu einer dramatischen Situation, da das Kraftwerk beim Rückzug der deutschen Truppen im Rahmen des Nero-Befehls gefährdet war.
„Auch das Kraftwerk Reckingen war zur Sprengung vorbereitet. Es wurde zwischen dem Direktor der Lonza, Assessor Müller und Landrat Dr. Ernst [Waldshut] abgesprochen, daß mit Hilfe zuverlässiger Leute des Werkschutzes die Sprengung unterbleibt. Assessor Müller hat dies getan.“
Nach der Version der Schweizer Direktion des Kraftwerks, 2001, könnte sich der Werkschutz gegenüber einem am 25. April noch herangekommenen Sprengtrupp der Wehrmacht doch hilflos gezeigt haben, denn erst „als der bewaffnete Schweizer Wehrwärter Lichtsteiner einen deutschen Sprengtrupp zur Aufgabe bewegen konnte“, sei das Werk sicher verschont worden.

### Besitzverhältnisse
Nach der Konzessionierung 1928 wurde als Betreiber die Kraftwerk Reckingen AG am 15. Dezember 1928 als deutsche Aktiengesellschaft gegründet. Die Aktionäre waren die Lonza AG, Basel und die Lonza-Werke GmbH., Waldshut. Nach der Fertigstellung des Baus 1941 floss ab 1942 die erzeugte Energie komplett der Lonza in Waldshut zu. Abgerechnet wurde sie bis 1993 (Betriebsende Lonza Waldshut) jeweils zu 50 % auf die Schweiz und zuständigen deutschen Stellen. Eigentumsverhältnisse seit 1993: Die EnBW Energie Baden-Württemberg AG hält 50 %, die AEW Energie AG 30 % und die Axpo Power AG 20 %. Die Betriebsführung wird seit 2003 durch die Axpo Power AG wahrgenommen.

### Zweite Betriebsphase
Eine Verlängerung der Konzession wurde beim Regierungspräsidium Freiburg und dem Schweizer Bundesamt für Energie beantragt. Der Antrag beinhaltete eine Erhöhung der nutzbaren Wassermenge von 580 auf 600 Kubikmeter pro Sekunde. Der erforderliche Umbau der zweiten Turbine ermöglichte dadurch eine Steigerung der vorherigen Leistung von 252 um zusätzlich sechs Gigawattstunden pro Jahr. „Neben dem Weiterbetrieb des Kraftwerks beantragte die Betreibergesellschaft die Plangenehmigung für mehrere Umweltmaßnahmen.“
„Für den Weiterbetrieb dieses Grenzkraftwerkes am Hochrhein braucht es sowohl eine neue Schweizer Konzession als auch eine inhaltlich übereinstimmende deutsche wasserrechtliche Bewilligung. Dies ergibt sich aus staatsvertraglichen Regelungen aus den Jahren 1879 und 1929.“
Die Verlängerung der Konzession im beantragten Umfang ist gegenwärtig noch vakant, da „gegen das Gesuch für die Erneuerung der Konzession […] 17 Einsprachen von Umweltverbänden und Gemeinden eingegangen (sind). So fordern die Rheintal-Gemeinden Kaiserstuhl, Fisibach, Rümikon, Mellikon, Rekingen und Bad Zurzach von den Betreibern Umweltmassnahmen zugunsten der Bevölkerung. Dabei geht es um die Instandhaltung des Rheinuferwegs sowie die Nutzung der Rheinlandschaft für Erlebnis und Erholung.“ Die bisherige Konzession wurde noch bis 10. Oktober 2023 verlängert.

## Technik

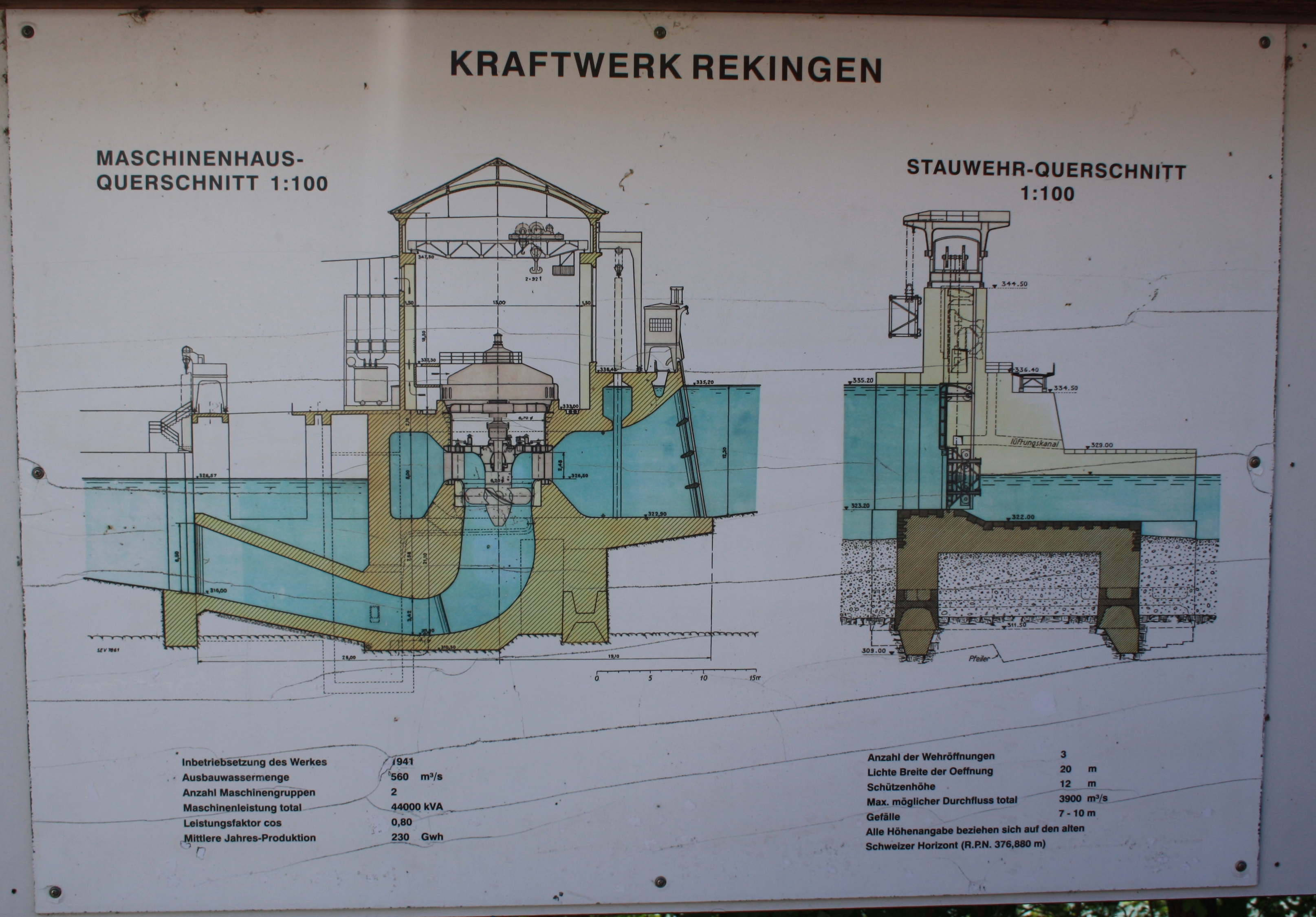
Infotafel beim Kraftwerk auf der badischen Seite

Das Kraftwerk staut den Rhein auf eine Höhe von 335,2 m ü. M. und einer Länge von 11,5 Kilometern, und reicht somit bis in den Unterwasserbereich des Kraftwerks Eglisau. Die Konzessionsstrecke beträgt 12 km (11 km Flussaufwärts, 1 km Flussabwärts).
Das Stauwehr und das Kraftwerksgebäude bilden zusammen die Staustufe. Das Wehr besitzt eine Lichte Weite von 69 Metern sowie drei Öffnungen von 20 Metern. Die Doppelschütze haben eine Höhe von 12 Metern und sind als sechs Meter hohe Hackenschütze ausgebildet. Durch die Wehrschützen können maximal je 1.500 m³/s abfließen. Im Oberwasser sind als Notabschluss drei Dammbalken vorgesehen. An beiden Uferseiten gibt es eine Fischtreppe. Die Kahnrampe befindet sich auf der schweizerischen Seite.
Das Maschinenhaus hat eine Grundabmessung von 64,6 auf 18,5 Metern und beherbergt zwei vertikalachsige Maschinengruppen. Diese bestehen jeweils aus einer Kaplanturbine mit einer Schluckfähigkeit von 280 m³/s, an welche direkt ein Drehstromgenerator mit einer Leistung von 22'000 kVA gekuppelt ist. Dieser erzeugt bei 75 Umdrehungen pro Minute eine Spannung von 11 Kilovolt bei einer Frequenz von 50 Hertz. Die Generatorspannung wird mit Hilfe von Transformatoren bei der schweizerischen Ableitung auf 50 Kilovolt und bei der deutschen Ableitung auf 110 Kilovolt gebracht.
Die Wasserabflussmenge beim Hochwasser am 13. Mai 1999 erreichte den höchsten Wert seit dem Bau des Kraftwerks 1938 mit 2043 m³/s. Im Vergleich zum Jahresmittel 2021 mit 483 m³/s.